# Mistrzostwa Ameryki i Pacyfiku Juniorów w Saneczkarstwie 2025
14. Mistrzostwa Ameryki i Pacyfiku Juniorów w Saneczkarstwie 2025 odbyły się w ramach zawodów Pucharu Świata juniorów w dniach 14–15 lutego 2025 r. w niemieckim Oberhofie. Zawodnicy rywalizowali w czterech konkurencjach: jedynkach kobiet, jedynkach mężczyzn, dwójkach kobiet oraz dwójkach mężczyzn.

## Terminarz
| Data           | Miejscowość | Konkurencja      | Złoto                                             | Srebro                                         | Brąz        |
| -------------- | ----------- | ---------------- | ------------------------------------------------- | ---------------------------------------------- | ----------- |
| 14 lutego 2025 | Oberhof     | Jedynki kobiet   | Talia Tonn                                        | Brianna Gosnell                                | —           |
| 14 lutego 2025 | Oberhof     | Dwójki kobiet    | Stany Zjednoczone Sadie Martin · Brianna Gosnell  | —                                              | —           |
| 14 lutego 2025 | Oberhof     | Dwójki mężczyzn  | Stany Zjednoczone Marcus Mueller · Ansel Haugsjaa | Stany Zjednoczone Nathan Bivins · Wolfgang Lux | —           |
| 15 lutego 2025 | Oberhof     | Jedynki mężczyzn | Aidan Mueller                                     | Logan Barnes                                   | Orson Colby |

## Wyniki

### Jedynki kobiet
| Pozycja | Zawodniczka          | Reprezentacja     | 1. ślizg | 2. ślizg | Suma     | Strata |
| ------- | -------------------- | ----------------- | -------- | -------- | -------- | ------ |
|         | Talia Tonn           | Stany Zjednoczone | 43.246   | 43.748   | 1:26.994 | —      |
|         | Brianna Gosnell      | Stany Zjednoczone | 44.560   | 44.599   | 1:29.159 | +2.165 |
| —       | Macey Schomaker      | Stany Zjednoczone | DNF      | —        | 1:05.904 | —      |
| —       | Margaret Richardson  | Stany Zjednoczone | DNF      | —        | 1:15.752 | —      |
| —       | Elizabeth Kleinheinz | Stany Zjednoczone | DSQ      | —        | DSQ      | —      |

### Jedynki mężczyzn
| Pozycja | Zawodnik       | Reprezentacja     | 1. ślizg | 2. ślizg | Suma     | Strata  |
| ------- | -------------- | ----------------- | -------- | -------- | -------- | ------- |
|         | Aidan Mueller  | Stany Zjednoczone | 46.062   | 46.061   | 1:32.123 | —       |
|         | Logan Barnes   | Stany Zjednoczone | 46.064   | 46.728   | 1:32.792 | +0.669  |
|         | Orson Colby    | Stany Zjednoczone | 47.276   | 47.242   | 1:34.518 | +2.395  |
| 4.      | Gavin Davis    | Stany Zjednoczone | 54.400   | 1:10.873 | 2:05.273 | +33.150 |
| —       | Thiraphat Sata | Tajlandia         | DNF      | —        | 58.526   | —       |
| —       | Seth Coates    | Stany Zjednoczone | DNS      | —        | DNS      | —       |

### Dwójki kobiet
| Pozycja | Zawodniczki                  | Reprezentacja     | 1. ślizg | 2. ślizg | Suma     | Strata |
| ------- | ---------------------------- | ----------------- | -------- | -------- | -------- | ------ |
|         | Sadie Martin Brianna Gosnell | Stany Zjednoczone | 39.981   | 39.881   | 1:19.862 | —      |

### Dwójki mężczyzn
| Pozycja | Zawodnicy                     | Reprezentacja     | 1. ślizg | 2. ślizg | Suma     | Strata |
| ------- | ----------------------------- | ----------------- | -------- | -------- | -------- | ------ |
|         | Marcus Mueller Ansel Haugsjaa | Stany Zjednoczone | 38.230   | 38.205   | 1:16.435 | —      |
|         | Nathan Bivins Wolfgang Lux    | Stany Zjednoczone | 38.768   | 38.687   | 1:17.455 | +1.020 |

## Klasyfikacja medalowa
| Miejsce | Państwo           |   |   |   | Razem |
| ------- | ----------------- | - | - | - | ----- |
| 1.      | Stany Zjednoczone | 4 | 3 | 1 | 8     |